# Числа (роман Пелевина)
«Числа» — пятый роман Виктора Пелевина, опубликованный в 2003 году в составе авторского сборника «ДПП (NN)».

## Сюжет
Роман о жизни советского мальчика по имени Стёпа, прибегающего к магии чисел. Сначала он выбирает цифру 7 в качестве своего покровителя, но затем меняет свой выбор в пользу числа 34. Во-первых, семерке «поклонялись» многие известные люди, и Степа оценил свои шансы «быть услышанным» числом 7 как минимальные. Во-вторых, сумма 3 и 4 дала те же семь. С этим числом Стёпа идёт по жизни. Он связывает свои успехи с числом 34, а неудачи — с его антиподом, числом 43. Во всём что его окружает, он ищет знаки своего числа (например, вилка — 3 просвета, 4 зубца). Цифрология — это его религия. Христианство Стёпа не стал выбирать в качестве своего духовного ориентира, так как по его мнению там Бог представлен в образе «мстительного и жестокого самодура, которому милее всего запах горелого мяса».
В позднюю горбачёвскую эпоху Стёпа занялся бизнесом. Начал он с продажи компьютеров, а затем стал банкиром. При принятии жизненных решений он руководствуется магией чисел (например, наличием чисел 34 или 43 в номере договора). Действуя таким образом, он оказывался успешнее коллег, принимавших рациональные решения: «Эпоха и жизнь были настолько абсурдны в своих глубинах, а экономика и бизнес до такой степени зависели от чёрт знает чего, что любой человек, принимавший решение на основе трезвого анализа, делался похож на дурня, пытающегося кататься на коньках во время пятибалльного шторма».
Отношения с противоположным полом у Стёпы долгое время не складывались, так как он требовал от своей избранницы соответствия своему сакральному числу. Были у него и другие требования. Она должна была «Чувствовать его душу, но не лезть в неё слишком далеко. Ей следовало знать о его отношении с числами, но не всё». Однако затем у него начинаются отношения с Мюс, филологом из Англии. Стёпа обнаруживает, что её сакральным числом является 66. А слившись воедино числа 34 и 66 образуют число 100, символизирующее вечность.
Вскоре Стёпа обнаруживает, что другой российский банкир из той же весовой категории и вращающийся в аналогичных кругах, выбрал число 43 в качестве своего личного покровителя. Встречу с этим человеком ему предсказала задолго до этого болгарская ясновидящая. Когда Степе исполняется 43 года, это обстоятельство доставляет ему немало хлопот, ставит его в крайне неудобные ситуации, подрывает равновесие его внутреннего мира.

## Особенности
Роман связан с десятками классических произведений русской литературы: «Преступление и наказание», «Братья Карамазовы» Достоевского, «Мелкий бес» Сологуба, «Два капитана» Каверина, «Архипелаг ГУЛАГ» Солженицына, также имеются многочисленные отсылки к произведениям Толстого, Пушкина (в частности, «Евгений Онегин») и Маяковского. Диалог с европейской и американской литературой представлен отсылками к Шекспиру («Гамлет», «Ромео и Джульетта»), Стендалю («Красное и чёрное»). Д. Л. Быков написал, что роман — «гомерический трагифарс да вдобавок одно из лучших художественных исследований синдрома навязчивых состояний» в мировой литературе.

## Персонажи
Степан Аркадьевич Михайлов (Стёпа) — главный герой романа. Он бизнесмен и владелец банка. В юности он выбрал себе тотемное число 34, с которым идёт по жизни. Своей девушке Стёпа напоминает покемона Пикачу, но сам он позднее начинает отождествлять себя с волком. Своей сущностью он считает Солнце. Фактически Стёпа является alter ego Пелевина, несмотря на свой ограниченный кругозор и существенно бо́льшие заработки.
Георгий Варфоломеевич Сракандаев (Жора) — полная противоположность Стёпы, его «Лунный брат». Владелец банка. Его тотемное число 43, а светило — Луна. Отождествляет себя с ослом и имеет прозвище «Ослик семь центов». Является пассивным гомосексуалом, во время полового акта надевает повязку с белыми ушами и издаёт ослиные звуки. Является поклонником современного искусства. В имени персонажа зашифрованы имена генерального директора издательства «Вагриус» Анатолия Скорондаева и его заместителя Георгия Быковского, на которых Пелевин затаил обиду из-за низких гонораров. Осёл является эмблемой издательства «Вагриус», а семь центов за экземпляр, согласно легенде, — это максимальный гонорар, который издательство предложило Пелевину.
Мюс Джулиановна — девушка Стёпы. Филолог из Англии. Внешне напоминает кошку. Ассоциирует себя с покемоном-злодеем Мяутом, чтобы быть похожим на которого добавила к своей причёске длинные параллельные иглы из волос. Её тотемное число 66.
Леонид Лебёдкин — офицер ФСБ, крышующий Стёпу и Сракандаева. Убил предыдущую крышу Стёпы, братьев Ису и Мусу. Сравнивает себя с джедаем. Имя персонажа отсылает к капитану Лебядкину из «Бесов» Достоевского.
Простислав — духовный наставник Стёпы и главный консультант чайного клуба «ГКЧП» («Городской клуб чайных перемен») в парке Горького. В имени персонажа читается китаевед Бронислав Виногродский, совладелец «Клуба чайной культуры» в парке «Эрмитаж», завсегдатаем которого был Пелевин. В «Числах» он описывается так: «Внешне Простислав напоминал Кощея Бессмертного, переживающего кризис среднего возраста. Всё в нем выдавало осведомителя ФСБ — восемь триграмм на засаленной шапочке, нефритовый дракон на впалой груди, расшитые фениксами штаны из синего шёлка и три шара из дымчатого хрусталя, которые он с удивительной ловкостью крутил на ладони таким образом, что они катались по кругу, совсем не касаясь друг друга». Однако даже в имени персонажа Пелевин просит у Виногродского за это прощения: «прости, Слав»
Малюта — креативщик, знакомый Мюс. По заказу Стёпы создал концепцию телепередачи «Чубайка и Зюзя», а также установил на Рублёвке рекламу с эмблемой ФСБ (щит и меч) и надписью «щит happens».
«Это был здоровенный мрачный жлоб с жидкой ленинской бородкой (она казалась не просто козлиной, а именно ленинской оттого, что Малюта рано облысел). Одет он был в камуфляжные штаны и красную майку с закавыченной надписью: „Ghostmodernizm Rulez!“». Ранее появлялся в романе Generation «П».

## Издания
Роман был впервые опубликован в 2003 году в составе сборника «ДПП (NN)», после чего неоднократно переиздавался. В 2004 году был переведен на немецкий (в составе сборника; переводчик Андрас Третнер), в 2014 году был опубликован перевод романа на французский язык.
На русском языке
- Пелевин, В. О. Числа. — М.: Эксмо, 2006. — 288 с. — ISBN 978-5-699-86972-5.
- Пелевин, В. О. Числа. — М.: Эксмо, 2012. — 320 с. — 4 100 экз. — ISBN 978-5-699-59527-3.
- Пелевин, В. О. Числа. — М.: Эксмо-Пресс, 2012. — 352 с. — 10 000 экз. — ISBN 978-5-699-59379-8.
- Пелевин, В. О. Числа. — М.: Эксмо-Пресс, 2016. — 288 с. — 4 100 экз. — ISBN 978-5-699-48385-3.

На немецком языке
- Viktor Pelewin. Die Dialektik der Übergangsperiode von Nirgendwoher nach Nirgendwohin. — Luchterhand Literaturverlag, München 2004. — 352 Seiten. — ISBN 978-3-630-87172-1.

На французском языке
- Viktor Pelevine. Les Nombres. — Paris, Alma Éditeur, 2014. — 381 pages. — ISBN 978-2362791291.